# Битва при Хлумце
Битва при Хлумце (чешск. Bitva u Chlumce) — решающее сражение в войне между императором Священной Римской империи Лотарем II и князем Чехии Собеславом I из рода Пржемысловичей, произошедшая 18 февраля 1126 года близ деревни Хлумец.

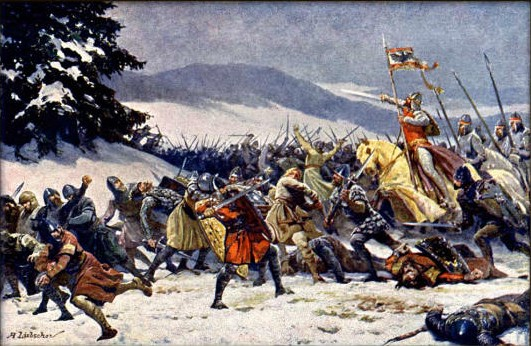
Адоль Либишер. Победа Собеслава I в битве у Хлумце 18 февраля 1126 года

Собеслав стремился занять место своего брата, Владислава I, умершего в 1125 году. Оломоуцкий и Брненский князь Ота II Чёрный также претендовал на роль правителя Богемии и обратился за помощью к императору Лотарю II. Армия Лотаря шествовала по Богемии, пока не встретилась с армией Собеслава близ деревни Хлумец, либо близ местечка Йиловэ (точное место битвы неизвестно).
Итогом битвы стала полная победа Собеслава. Ота II пал в бою, а Лотарь II был захвачен в плен. В обмен на свободу Лотарь признал инвеституру Собеслава. Эта победа также позволила Богемии ограничиваться во взаимоотношениях со Священной Римской империей лишь данью и придворной и военной службой чешских государей.

## Интересные факты
- По легенде чешское войско билось именно под той хоругвью Св. Войтеха, которая была приклеплена к копью Св. Вацлава. В один из моментов битвы капелан увидел самого Св. Вацлава, сражающегося на стороне чехов.[2]